# Typhlonus nasus
Typhlonus nasus ist ein Tiefseefisch aus der Familie der Bartmännchen (Ophidiidae). Da er als erwachsener Fisch keine äußerlich sichtbaren Augen aufweist, erhielt er den englischen Trivialnamen „Faceless Cusk“ (Gesichtsloses Bartmännchen) und wurde auch in der deutschsprachigen Presse als „gesichtsloser Fisch“ bezeichnet. Die Art wurde zum ersten Mal am 25. August 1874 bei der Challenger-Expedition gefangen.

## Merkmale
Von der Art sind Individuen bis 28,5 Zentimeter Länge bekannt, wobei ein Viertel dieser Länge auf den großen, äußerlich augenlosen, knollenförmigen Kopf entfällt. Bei kleinen Individuen sind rudimentäre Augen unter der Haut erkennbar. Die Schnauze mit zwei Paar großer Nasenöffnungen ragt über das relativ kleine, vorstreckbare Maul. Am Kiemendeckel sitzt ein schwacher, flexibler und gegabelter Dorn, der bei größeren Exemplaren von Haut bedeckt ist. Der Körper weist kein Seitenlinienorgan auf, ist von großen, sich leicht ablösenden Schuppen bedeckt und läuft spitz zu einem kurzen schlanken Schwanz zusammen. Die kurzen Brustflossen weisen 24 bis 28 Strahlen auf, die weit vorne unterhalb der Kiemendeckel sitzenden Bauchflossen bestehen nur aus einem einzigen, kräftigen Strahl. Die Rückenflosse beginnt über den Brustflossen und ist mit 93 bis 104 Strahlen ebenso wie die 71- bis 78-strahlige Afterflosse sehr lang gestreckt, während die Schwanzflosse mit nur 8 Strahlen klein und schlank ist. Die Zähne sind klein und sitzen eng zusammen, die Kiemenreuse weist auf dem ersten Bogen oben und unten zwei bis vier bzw. fünf bis sechs kurze robuste Dornen und dazwischen zehn bis dreizehn schlanke längere auf. Seine Nahrung besteht überwiegend aus verschiedenen Krebstieren.

## Vorkommen
Typhlonus nasus lebt auf der abyssalen Ebene in Tiefen von 4000 bis 5000 Metern im Indopazifik und ist von Fängen vor New South Wales (Australien), Papua-Neuguinea, Japan, Hawaii, Indonesien und aus dem Arabischen Meer bekannt.